# Cephalaeschna needhami
Cephalaeschna needhami – gatunek ważki z rodziny żagnicowatych (Aeshnidae). Występuje w Chinach; stwierdzono go w prowincjach Fujian i Jiangxi w południowo-wschodniej części kraju.